# Cordt Petter Winberg
Cordt Petter Winberg (Wijnbergh), född 3 september 1747 i Laholm, död efter 1793 troligen utomlands, var en svensk guldsmed, akademigrafiker och tecknare.
Han var son till guldsmeden Marcus Winberg och Magdalena Gyllich. Winberg arbetade som lärling för guldsmeden Lars Holmström i Lund 1767–1770. Han erbjöds en tjänst som akademigravör i Lund 1771 med villkoret att han skulle resa till Stockholm för att förkovra sig i yrket. Han blev guldsmedsmästare vid guldsmedsämbetet i Malmö 1778 och ansökte 1783 hos consistorium att få fara utomlands för studier i gravyrkonsten. Han utförde ett flertal grafiska blad till Engelbert Jörlins Partes fructificationis seu principia botanices illusrata och Erik Rumbergs tabeller med blommor och blomdelar samt schematiska bilder i etsning för akademiska avhandlingar.